# مارجيري وليامز
مارجيري وليامز (بالإنجليزية: Margery Williams)‏ (22 يوليو 1881، لندن الكبرى في المملكة المتحدة - 4 سبتمبر 1944، نيويورك في الولايات المتحدة)؛ كاتِبة مُتخصِّصة في أدب الأطفال، مترجمة وروائية بريطانية.

## روابط خارجية
- مارجيري وليامز على موقع ميوزك برينز (الإنجليزية)
- مارجيري وليامز على موقع قاعدة بيانات برودواي على الإنترنت (الإنجليزية)
- مارجيري وليامز على موقع ديسكوغز (الإنجليزية)